# Mirosław Więckowski
Mirosław Więckowski (ur. 5 czerwca 1952 w Miłkowie) – polski saneczkarz, trener, olimpijczyk z Sapporo 1972 i Innsbrucku 1976.
Na igrzyskach olimpijskich w Sapporo wystartował w konkurencji jedynek  zajmując 27. miejsce oraz w konkurencji dwójek (partnerem był Wojciech Kubik) zajmując 5. miejsce. Na kolejnych igrzyskach w Innsbrucku również wystartował w konkurencji jedynek zajmując 16. miejsce oraz w dwójkach (partnerem był Andrzej Kozik) zajmując 12. miejsce.